# Schlossstraße 18 (Korschenbroich)

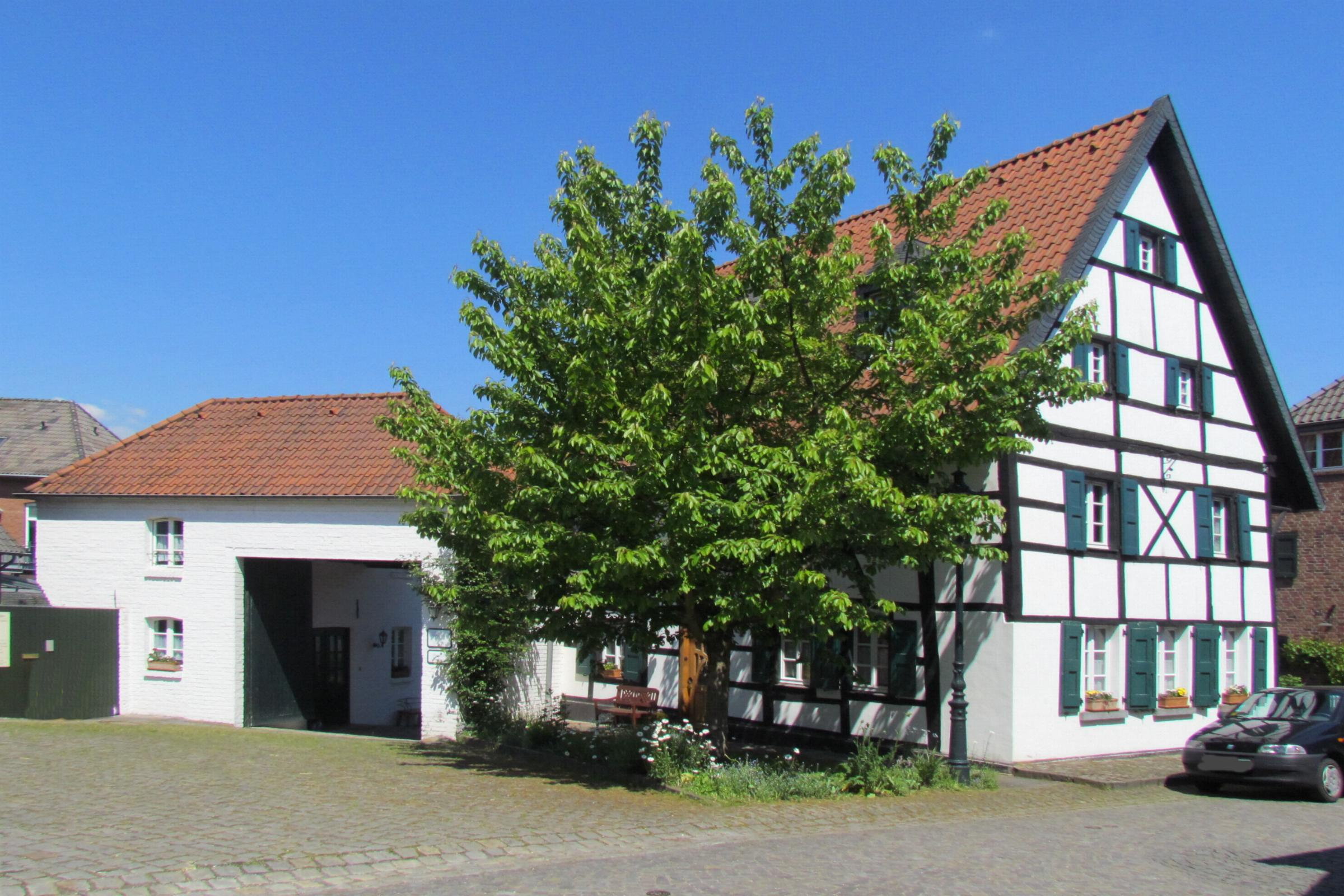
Fachwerkwohnhaus

Das Fachwerkwohnhaus Schlossstraße 18 steht im Stadtteil Liedberg in Korschenbroich im Rhein-Kreis Neuss in Nordrhein-Westfalen.
Das Haus wurde im 18. Jahrhundert erbaut und unter Nr. 130 am 9. Juni 1987 in die Liste der Baudenkmäler in Korschenbroich eingetragen.

## Architektur
Bei dem Denkmal handelt es sich um ein zweieinhalbgeschossiges Fachwerkwohnhaus mit Satteldach aus dem 18. Jahrhundert. Das Gebäude ist traufenständig zum Marktplatz hin; das Fachwerk des Hauses ist verputzt. Linksseitig angebaut befindet sich eine Scheune mit Toreinfahrt aus dem Jahre 1934. Das Gebäude „Schlossstraße 18“ stellt als Bestandteil des denkmalwerten Ensembles des alten historischen Marktes ein Denkmal dar. Liedberg und insbesondere auch der alte noch vorhandenen Markt haben für die Stadtgeschichte von Korschenbroich heimatgeschichtliche Bedeutung.